# Hoa hậu Toàn cầu 2023
Hoa hậu Toàn cầu 2023 là cuộc thi Hoa hậu Toàn cầu lần thứ 10. Vòng bán kết được tổ chức vào ngày 13 tháng 1 năm 2024 tại Corona Resort & Casino Phú Quốc, Phú Quốc, Kiên Giang, Việt Nam và đêm chung kết được diễn ra vào ngày 18 tháng 1 năm 2024 tại Bayon TV Steung Meanchey Studio, Phnôm Pênh, Campuchia. Hoa hậu Toàn cầu 2022 - Shane Tormes đến từ Philippines trao lại vương miện cho người kế nhiệm cô Ashley Melendez đến từ Puerto Rico.

## Thông tin cuộc thi

### Địa điểm tổ chức
Ngày 19 tháng 12 năm 2022, tổ chức Hoa hậu Toàn cầu thông báo cuộc thi kỷ niệm 10 năm sẽ được tổ chức tại Việt Nam tại buổi họp báo và dự kiến sẽ diễn ra vào ngày 10 tháng 6 năm 2023.
Sau đó, cuộc thi được dời lại sang đầu năm 2024 và Campuchia cùng Việt Nam tham gia đồng tổ chức cuộc thi. Bán kết diễn ra vào ngày 13 tháng 1 năm 2024 tại Corona Resort & Casino Phú Quốc, Phú Quốc, Kiên Giang, Việt Nam và đêm chung kết của cuộc thi được diễn ra vào ngày 18 tháng 1 năm 2024 tại Bayon TV Steung Meanchey Studio, Phnôm Pênh, Campuchia.

### Tranh chấp
Đơn vị tổ chức ban đầu của cuộc thi, công ty LENOM, đã khởi kiện Công ty First Face là đơn vị sở hữu bản quyền cuộc thi Hoa hậu Toàn Cầu - Miss Global 2023 và Công ty MK là đơn vị thực hiện tổ chức cuộc thi với cáo buộc vi phạm hợp đồng độc quyền.
Tuy nhiên, phía tổ chức Hoa hậu Hoàn cầu cũng đã lên tiếng phản bác công ty LENOM: "LENOM đã vi phạm nghĩa vụ quan trọng của mình và không thiện chí hợp tác với Miss Global Organization theo thỏa thuận đăng cai tổ chức cuộc thi Hoa hậu Toàn cầu 2023-2028 đã ký kết giữa hai bên. Miss Global Organization đã chính thức thông báo chấm dứt thỏa thuận với LENOM và chấm dứt việc cấp phép cho LENOM đăng cai tổ chức cuộc thi Hoa hậu Toàn cầu 2023-2028 tại Việt Nam" và ông Văn Phạm cũng cho biết sẽ tiến hành các thủ tục kiện công ty LENOM.

## Kết quả

### Thứ hạng
| Kết quả               | Thí sinh |
| --------------------- | --- |
| Hoa hậu Toàn cầu 2023 | - Puerto Rico – Ashley Melendez |
| Á Hậu 1               | - Samoa – Haylani Pearl Mataupu Kuruppu |
| Á Hậu 2               | - Thái Lan – Chonnikarn Supittayaporn |
| Á Hậu 3               | - Philippines – Louise Katrina Pearl Hung |
| Á Hậu 4               | - Việt Nam – Đoàn Thu Thủy |
| Top 13                | - Úc – Janaya Raimers - Campuchia – Leak Monyanita (¥) - Cộng hòa Dominica – Francheska Pujols - Indonesia – Cynthia Kurniawan Ong - Malaysia – Taanusiya Chetty - Somalia – Zainab Jama (€) - Nam Phi – Simphiwe Ntombela - Sudan – Tasabeh Diab (§)                             |
| Top 20                | - Brazil – Marcela Akari Yamaguti - Bulgaria – Valeriya Georgieva Dokuzova - Colombia – Dahiana Aguilar - Lithuania – Zlata Kozlova - New Zealand – Jade Parsons - Nigeria – Chinelo Ibegbunam - Tây Ban Nha – Raquel Robles - Hoa Kỳ – Danielle Alura - Venezuela – Iriana Pinto |

- §: Thí sinh được vào thẳng Top 13 nhờ bình chọn từ khán giả.
- €: Thí sinh được vào thẳng Top 13 nhờ lựa chọn của các thí sinh khác.
- ¥: Thí sinh được vào thẳng Top 13 nhờ lựa chọn của ban giám khảo.

### Thứ tự công bố
| 1. Thái Lan 2. Việt Nam 3. New Zealand 4. Tây Ban Nha 5. Bulgaria 6. Puerto Rico 7. Indonesia 8. Úc 9. Samoa 10. Lithuania 11. Brazil 12. Venezuela 13. Philippines 14. Colombia 15. Campuchia 16. Malaysia 17. Hoa Kỳ 18. Nigeria 19. Nam Phi 20. Cộng hòa Dominica | 1. Nam Phi 2. Úc 3. Puerto Rico 4. Philippines 5. Samoa 6. Malaysia 7. Cộng hòa Dominica 8. Việt Nam 9. Indonesia 10. Thái Lan 11. Sudan 12. Somalia 13. Campuchia | 1. Samoa 2. Việt Nam 3. Puerto Rico 4. Philippines 5. Thái Lan |

## Các giải thưởng đặc biệt
| Giải thưởng           | Thí sinh                                  |
| --------------------- | ----------------------------------------- |
| Miss Photogenic       | - Ấn Độ – Mansi Chourasiya                |
| Miss Talent           | - Úc – Janaya Raimers                     |
| Miss Top Model        | - Nam Phi – Simphiwe Ntombela             |
| Wild Card             | - Campuchia – Leak Monyanita              |
| Miss Fitness          | - Cộng hòa Dominica – Francheska Pujols   |
| Miss Congeniality     | - Pakistan – Shafina Syah                 |
| Miss Goodwill         | - Brazil – Marcela Akari Yamaguti         |
| Best National Costume | - Philippines – Louise Katrina Pearl Hung |
| Miss Empowerment      | - Philippines – Louise Katrina Pearl Hung |
| Best Intro Video      | - Malaysia – Taanusiya Chetty             |
| Best Evening Gown     | - Uzbekistan – Darya Masalskaya           |
| Contestants' Choice   | - Somalia – Zainab Jama                   |
| Miss Popular Vote     | - Sudan – Tasabeh Diab                    |

## Thí sinh tham gia
69 thí sinh xác nhận sẽ tham gia cuộc thi:
| Quốc gia/ Vùng lãnh thổ | Thí sinh                      | Tuổi | Quê quán         |
| ----------------------- | ----------------------------- | ---- | ---------------- |
| Afghanistan             | Nina Zirai                    | 30   | Kabul            |
| Úc                      | Janaya Raimers                | 21   | Queensland       |
| Áo                      | Sophie Else Seyfarth          | 26   | Viên             |
| Bahamas                 | Kiana Dominique Harris        | 35   | Nassau           |
| Bangladesh              | Afla Ammran                   | 22   | Dhaka            |
| Bỉ                      | Yuri Bastiaens                | 27   | Brussels         |
| Brazil                  | Marcela Araki Yamaguti        | 31   | Amazon           |
| Bulgaria                | Valeriya Georgieva Dokuzova   | 33   | Sofia            |
| Campuchia               | Leak Monyanita                | 20   | Phnom Penh       |
| Cameroon                | Marie Corinne                 | 29   | Yaoundé          |
| Canada                  | Armita Jalooli                | 28   | Toronto          |
| Trung Quốc              | Chalsey Nguyen                | 25   | Hainan           |
| Colombia                | Dahiana Aguilar               | 27   | Cartagena        |
| Croatia                 | Nina Benic                    | 18   | Zagreb           |
| Cộng hòa Séc            | Marie Danči                   | 25   | Krnov            |
| Cộng hòa Dominica       | Francheska Pujols             | 28   | Santo Domingo    |
| Ai Cập                  | Mirna Kiddes                  | 29   | Alexandria       |
| Pháp                    | Alison Carrasco               | 28   | Corsica          |
| Đức                     | Patricia Serena Rath          | 28   | Bern             |
| Ghana                   | Regina Ampofowaa Darkwah      | 27   | Accra            |
| Hy Lạp                  | Maria Pappas                  | 31   | Athens           |
| Guinea                  | Aïssatou Dioumo Diallo        | 19   | Conakry          |
| Haiti                   | Nathalie Rigaud               | 24   | Port-au-Prince   |
| Ấn Độ                   | Mansi Chourasiya              | 23   | Uttar Pradesh    |
| Indonesia               | Cynthia Kurniawan Ong         | 27   | Medan            |
| Iran                    | Mozghan Rastegar              | 29   | Teheran          |
| Ý                       | Kate Tricia Gatpandan         | 19   | Roma             |
| Jamaica                 | Celine Waters                 | 20   | Kingston         |
| Nhật Bản                | Michiru Yakuwa                | 21   | Tokyo            |
| Kazakhstan              | Zuldhyz Serikbayeva           | 29   | Astana           |
| Kenya                   | Joy Mutheu                    | 22   | Nairobi          |
| Hàn Quốc                | Robynn Ree                    | 26   | Seoul            |
| Lào                     | Vanh Budseng Vongchanthum     | 19   | Viêng Chăn       |
| Latvia                  | Dorida Vlasova                | 30   | Riga             |
| Lithuania               | Zlata Kozlova                 | 25   | Vilnius          |
| Malaysia                | Taanusiya Chetty              | 28   | Kuala Lumpur     |
| Mexico                  | Maurah Ruiz                   | 31   | Baja California  |
| Moldova                 | Irina Batiru Most             | 27   | Chișinău         |
| Monaco                  | Cristina Mateias              | 32   | Monte Carlo      |
| Myanmar                 | Akari Hsu                     | 20   | Ye               |
| Hà Lan                  | Lonja Van Der Zanden          | 19   | Amsterdam        |
| New Zealand             | Jade Parsons                  | 20   | Auckland         |
| Nigeria                 | Chinelo Ibegbunam             | 18   | Lagos            |
| Na Uy                   | Helene Abildsnes              | 25   | Oslo             |
| Pakistan                | Shafina Syah                  | 29   | Islamabad        |
| Palestine               | Ella Mualla                   | 33   | Ramallah         |
| Panama                  | Marlenis Santamaria Cortes    | 26   | Thành phố Panama |
| Philippines             | Louise Katrina Pearl Hung     | 29   | Cebu             |
| Bồ Đào Nha              | Ana Catarina Costa            | 22   | Lisbon           |
| Puerto Rico             | Ashley Melendez               | 26   | San Juan         |
| Nga                     | Polina Kalugina               | 26   | Kazan            |
| Samoa                   | Haylani Pearl Mataupu Kuruppu | 25   | Apia             |
| Scotland                | Jacqueline Crawford           | 28   | Edinburgh        |
| Serbia                  | Lara Stankovic                | 20   | Beograd          |
| Sierra Leone            | Adel Caroline Jusu            | 18   | Freetown         |
| Singapore               | Chloe Hung                    | 20   | Singapore        |
| Slovenia                | Viktoriia Lobanova            | 20   | Ljubljana        |
| Somalia                 | Zainab Jama                   | 22   | Mogadishu        |
| Nam Phi                 | Simphiwe Zama Ntombela        | 23   | Cape Town        |
| Tây Ban Nha             | Raquel Robles                 | 31   | Zaragoza         |
| Sudan                   | Tasabeh Diab                  | 22   | Khartoum         |
| Đài Loan                | Linda Huang                   | 21   | Đài Bắc          |
| Thái Lan                | Chonnikarn Supittayaporn      | 25   | Chiang Mai       |
| Thổ Nhĩ Kỳ              | Daria Koc                     | 30   | Ankara           |
| Hoa Kỳ                  | Danielle Alura                | 27   | Texas            |
| Uzbekistan              | Darya Masalskaya              | 31   | Tashkent         |
| Venezuela               | Iriana Pinto                  | 26   | Caracas          |
| Việt Nam                | Đoàn Thu Thủy                 | 28   | Phú Thọ          |
| Zimbabwe                | Mitchell Kudzai Matizha       | 21   | Harare           |

## Chú ý

### Lần đầu tham gia
| - Bangladesh - Cameroon - Guinea - Samoa | - Slovenia - Somalia - Sudan |  |  |  |

### Trở lại
| - Lần cuối tham gia vào năm 2015: - Puerto Rico - Thổ Nhĩ Kỳ - Lần cuối tham gia vào năm 2016: - Iran - Lần cuối tham gia vào năm 2017: - Moldova - Monaco - Myanmar - Na Uy - Bồ Đào Nha - Lần cuối tham gia vào năm 2018: - Ai Cập - Lào - Đài Loan - Uzbekistan | - Lần cuối tham gia vào năm 2019: - Afghanistan - Bahamas - Canada - Croatia - Cộng hòa Séc - Cộng hòa Dominica - Latvia - New Zealand - Nga - Scotland - Sierra Leone |  |  |

### Bỏ cuộc
| - Angola - Azerbaijan - Belarus - Benin - Bosnia và Herzegovina - Cabo Verde | - Anh - Eritrea - Gibraltar - Hồng Kông - Hungary - Iceland | - Ireland - Maroc - Nepal - Peru - Romania - Senegal | - Thụy Sĩ - Tatarstan - Tunisia - Uganda - UAE |

### Thay thế
- Ý – Gabriela Bongiovanni được thay thế bởi Kate Tricia Gatpandan
- Cameroon – Lyne Malele được thay thế bởi Marie Corinne
- Colombia – Valentina Cardenas được thay thế bởi Dahiana Aguilar
- Latvia – Dana Logina được thay thế bởi Dorida Vlasova
- Malaysia – Sunshine Aileen Devi được thay thế bởi Taanusiya Chetty.
- Cộng hòa Séc – Anne Amélie Vašáková được thay thế bởi Marie Danci
- Somalia – Fowsia Abdirashid Abdihakin[13] được thay thế bởi Zainab Jama
- Thái Lan – Marisa Phonthirat được thay thế bởi Chonnikarn Supittayaporn

## Các thí sinh tham dự cuộc thi sắc đẹp quốc tế khác
| Quốc gia/Vùng lãnh thổ | Thí sinh                      | Cuộc thi                                | Đại diện     |
| ---------------------- | ----------------------------- | --------------------------------------- | ------------ |
| Úc                     | Janaya Raimers                | Miss Supranational 2024                 | Úc           |
| Cộng hòa Séc           | Marie Danči                   | Miss Universe 2024                      | Cộng hòa Séc |
| Pháp                   | Alison Carrasco               | Miss Earth 2022                         | Pháp         |
| Iran                   | Mozhgan Rastegar              | Miss Europe Continental 2024 (Á hậu 1)  | Iran         |
| Latvia                 | Dorida Vlasova                | Miss Planet International 2023 (Top 27) | Latvia       |
| Mexico                 | Maurah Ruiz                   | Miss Orb International 2022 (Top 10)    | Hoa Kỳ       |
| Mexico                 | Maurah Ruiz                   | World Miss University 2022              | Hoa Kỳ       |
| Na Uy                  | Helene Abildsnes              | Miss Universe 2019                      | Na Uy        |
| Samoa                  | Haylani Pearl Mataupu Kuruppu | Miss Pacific Islands 2022 (Á hậu 1)     | Samoa        |
| Samoa                  | Haylani Pearl Mataupu Kuruppu | Miss Universe 2024                      | Samoa        |
| Somalia                | Zainab Jama                   | Miss World 2025                         | Somalia      |
| Thụy Sĩ                | Nadiya Karplyuk               | Miss Grand International 2014 (Top 10)  | Ukraine      |
| Thổ Nhĩ Kỳ             | Deria Koc                     | Miss Supranational 2019                 | Đức          |
| Thổ Nhĩ Kỳ             | Deria Koc                     | Miss Grand International 2022           | Thổ Nhĩ Kỳ   |